# (100526) 1997 CK9
(100526) 1997 CK9 es un asteroide perteneciente al cinturón de asteroides, descubierto el 1 de febrero de 1997 por el equipo del Spacewatch desde el Observatorio Nacional de Kitt Peak, Arizona, Estados Unidos.

## Designación y nombre
Designado provisionalmente como 1997 CK9.

## Características orbitales
1997 CK9 está situado a una distancia media del Sol de 2,387 ua, pudiendo alejarse hasta 2,571 ua y acercarse hasta 2,203 ua. Su excentricidad es 0,077 y la inclinación orbital 6,628 grados. Emplea 1347,74 días en completar una órbita alrededor del Sol.

## Características físicas
La magnitud absoluta de 1997 CK9 es 16.